# چال‌زمین
چال زمین، روستایی است از توابع بخش مرزن اباد شهرستان چالوس در استان مازندران ایران.این روستا جزیی از روستای طویر مرکز دهستان کوهستان می باشد و جمعیت ساکن دائمی درآن حدود چهل خانوار می باشد.

## جمعیت
این روستا در دهستان کوهستان (شهر مرزن اباد) قرار دارد و براساس سدرشماری مرکز آمار ایران در سال ۱۳۸۵، جمعیت آن ۱۴۱ نفر (۴۴خانوار) بوده‌است. مردم چال زمین از قومیت طبری هستند. مردم چال زمین به زبان طبری با گویش چالوسی سخن می‌گویند.